# مقاطعة رشت
مقاطعة رشت (بالفارسية: شهرستان رشت) هي إحدى مقاطعات محافظة غيلان في إيران. عاصمة المقاطعة هي رشت. حسب تعداد 2006، بلغ عدد السكان 847,680 نسمة في 244,613 عائلة.